# Michel Ducom
 (mai 2021).
Si vous disposez d'ouvrages ou d'articles de référence ou si vous connaissez des sites web de qualité traitant du thème abordé ici, merci de compléter l'article en donnant les références utiles à sa vérifiabilité et en les liant à la section « Notes et références ».
Pour les articles homonymes, voir Ducom.
Michel Ducom, né en 1943 à Bordeaux, est un poète, improvisateur et animateur d’atelier d’écriture de langue française. Professeur il milite aussi pour l’éducation nouvelle, et a été Secrétaire Général du Groupe Français d'Éducation Nouvelle (GFEN). Il est membre des Comités de Rédaction des revues de poésie : Encres Vives, Cahiers de poèmes, Vendredi Noir, et il est l'animateur de la revue Glyphes.

## Poésie
Michel Ducom rejoint à la fin des années 1960 le secteur poésie écriture du GFEN et le groupe Encres Vives. Il participe alors à la création des tout  premiers ateliers d’écriture et dirige son écriture dans un sens textualiste (influence de Tel Quel). Cependant sa conception de l’atelier d’écriture comme forme artistique à part entière, son intérêt pour l’anthropologie, la psychanalyse et les mythes l’amènent avec d’autres membres du groupe Encres Vives à théoriser le lien entre l'imaginaire et les processus de création, parcours qui l’éloigne du Tel Quelisme et le rapproche plutôt d’autres champs artistiques tels que le free jazz, le théâtre de l’opprimé de Augusto Boal, Fluxus.
Il travaille aussi avec Félix Castan dans différents cadres (Mòstra del Larzac, Escalasud, Forum des identités communales, Forom des langues du monde, Uzeste Musical…) et s’impliquera par la suite dans la théorisation et le développement de pratiques anti-centralistes et anti-unitaristes sur la Ligne Imaginot.
Michel Ducom a progressivement constitué à Bordeaux, et au festival d’Uzeste, un mouvement d’improvisation poétique orale dans les années 1990 à travers sa confrontation avec des poètes et des musiciens œuvrant dans des champs esthétiques très variés (Bernard Manciet, Bernard Lubat, …) L’émergence de l’improvisation poétique orale n’est pas un développement prévisible et prévu de la poésie française, elle ne doit presque rien au mouvement de la poésie sonore (qui rejette d’ailleurs cette improvisation), et se revendique beaucoup plus de l’expérience du free jazz.

## Pédagogie
Michel Ducom a été, dans la lignée de Michel Cosem, un des tout  premiers inventeurs des ateliers d'écriture pour adultes, dans le courant "pédagogie et écrivains contemporains" dont il n'a cessé d'élargir le champ d'action. Il a formé de très nombreux animateurs d'ateliers et a théorisé l'acte d'écrire en atelier dans de très nombreux articles dans plusieurs revues : Dialogue, Cahiers de Poèmes (GFEN), La Pensée, l’Humanité, La Ligne Imaginot, l'Uzeste, Le Passant Ordinaire… ; il a aussi participé à des ouvrages collectifs qui ont bousculé la théorie et les pratiques pédagogiques : "Réconcilier Poésie et Pédagogie", ("l'Atelier d'Écriture", Cahiers de Poèmes), "L'insoutenable ambiguïté de l'Aide" (Ed.GFEN S-O), "Parler et écrire pour de bon à l'école" (Ed.Casterman), "Célestin Freinet, l'Icem, un choix pédagogique un engagement politique" (ICEM), "Panier Garni Bouquet d'Orties" (Ed.CCAS Bx)...

Michel Ducom crée aussi de nombreuses démarches et situations-problèmes en sciences, philosophie, histoire...
Son travail d’improvisateur l'a mené dans les années 2000 à créer les tout  premiers ateliers d’improvisation poétique orale.

## Œuvres
Il a publié de nombreux textes poétiques dans Encres Vives, Glyphes, Vendredi Noir, Soleils et cendre , Skriva, Filigranes, Sapriphage, Les Cahiers de l'Adour, Rivaginaires, Cahiers de Poèmes etc. et dans diverses anthologies.
Poésie
- Morts d'Orphée, éd. Encres Vives
- « Carnet de nuit », in Anthologie de Michel Cosem, Milan
- Chasses inquiètes, éd. Glyphes
- Une attente de verre, éd. Cadratins
- L'Homme à deux mufles, éd. Les Solicendristes, 2009